# استویان یانکولوف
استویان یانکولوف (به انگلیسی: Stoyan Yankoulov) (زاده ۱۰ سپتامبر ۱۹۶۶) نوازنده پرکاشن بلغارستانی است.
او عضو گروه الیتسا و استویان است.